# آيرو إل-60 بريجدير
آيرو إل-60 بريجدير (بالتشيكية: Brigadier) (بالانجليزية: Aero L-60 Brigadýr) طائرة صغيرة ذات أجنحة عالية تشيكوسلوفاكية تم تطويرها للاستخدام المدني والعسكري على حد سواء. تم تطوير النموذج الأولي منها نحن اسم «إكس إل-60» بمحرك Argus As 10C، تجربة الطيران الأولى كانت في 24 ديسمبر 1953، لكنه لم يكن ناجحًا. أعيد تصميم الطائرة تمامًا، وحلّق النموذج الثاني المُحسَّن في 8 يونيو 1954، بمحرك M-208B ذو ستة مسطحات. يشبه تكوين الطائرة بشكل قوي الطائرة الألمانية الأصل فيزلير ستورش المُنتجة في تشيكوسلوفاكيا برخصة أثناء وبعد الحرب العالمية الثانية، والتي كان من المفترض أن تحل محلها هذه الطائرة. بحلول نهاية عام 1960، تم بناء 273 بواسطة آيرو فودوتشودي، بما في ذلك نسخة محسنة، إل-160 ذات الذيل معدني بالكامل.
تُعرف الطائرات التي تم تحديثها بمحرك شعاعي Ivchenko AI-14R مبني من قبل PZL باسم إل-60 إس.

## الإصدارات
- إكس إل-60 : نموذج أولي
- إل-60 : ذات محرك واحد، تستخدم في النقل الخفيف والمراقبة
- إل-60 إيه: تم إنتاج 50 منها لصالح سلاح الجو التشيكي، تعرف أيضًا باسم K-60. مسلحة بمدفع رشاش MG-15 عيار 7.92 ملم في الكابينة الخلفية. حلقت الطائرة لأول مرة في 24 يونيو 1955.
- إل-60 بي: طائرة رش المحاصيل الزراعية (خزان كيماويات 300 لتر).
- إل-60 دي: طائرة سحب شراعية.
- إل-60 إي: طائرة إسعاف جوي.
- إل-60 إف: طائرة سحب شراعية.
- إل-60 إس: طائرة مزودة بمحرك شعاعي Ivchenko AI-14R من PZL بقوة 260 حصان.
- إل-60 إس إف: طائرة مزودة بمحرك نصف قطري M-462RF.
- إل-160 : نسخة محسنة مع ذيل معدني بالكامل.

## المشغلون

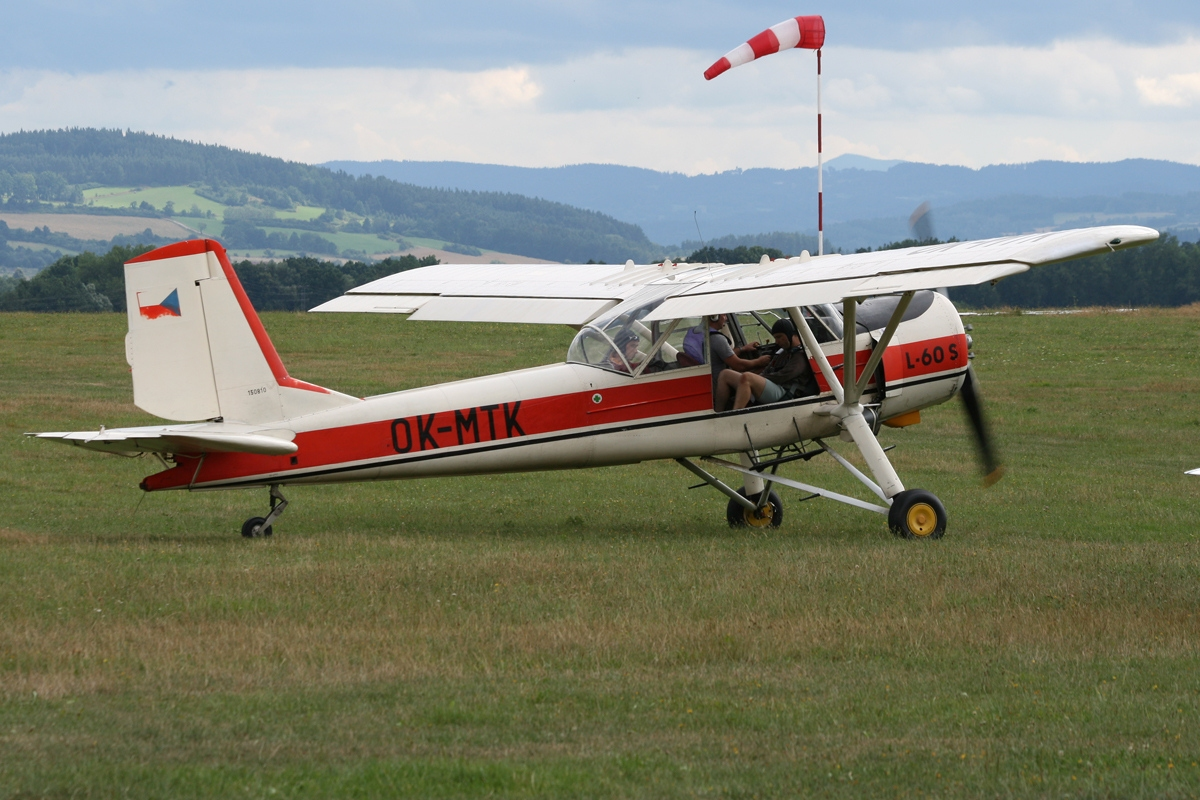
طائرة آيرو إل-60 تشيكية مدنية

### المشغلون المدنيون
- الارجنتين
- النمسا
- بلغاريا
- كوبا
- تشيكوسلوفاكيا
- ألمانيا الشرقية
- المجر[1]
- نيوزيلندا
- الصين
- بولندا
- رومانيا
- سريلانكا[2]
- الاتحاد السوفيتي
- الإمارات العربية المتحدة
- يوغوسلافيا

### المشغلون العسكريون
- تشيكوسلوفاكيا
- ألمانيا الشرقية

## المواصفات

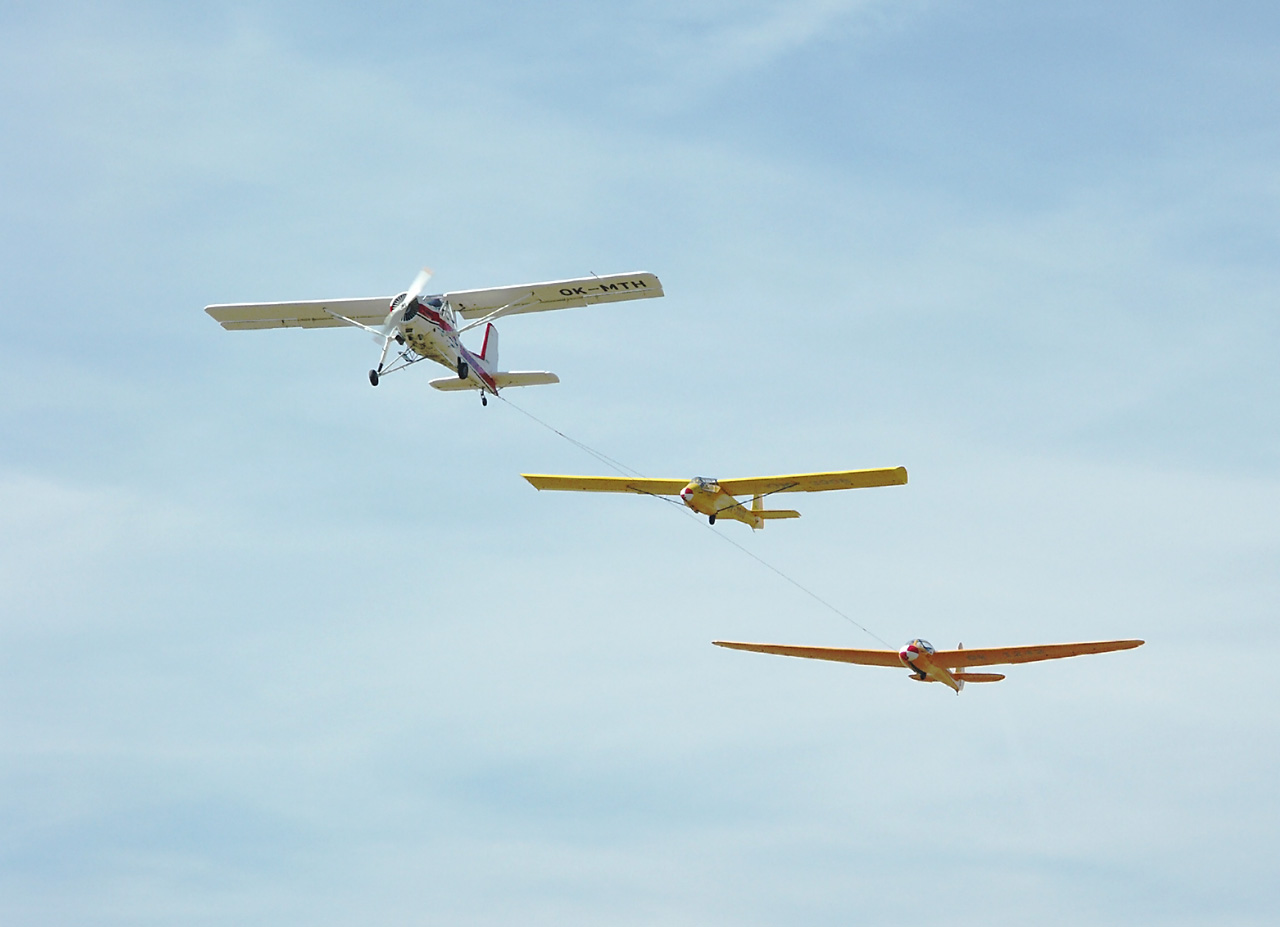
مجموعة من طائرات إل-60 إس

### الصفات العامة[3]
- الطاقم: 1
- الحمولة: 3 ركاب
- الطول: 8.54 م (28 قدمًا 0 بوصة)
- باع الجناح (المسافة بينهما): 13.96 م (45 قدمًا و 10 بوصات)
- الارتفاع: 2.72 م (8 قدم 11 بوصة)
- مساحة الجناح: 24.30 م 2 (261.6 قدم مربع)
- نسبة العرض إلى الارتفاع: 8.07: 1
- الوزن فارغ: 968 كجم (2134 رطلاً)
- الوزن الإجمالي: 1460 كجم (3219 رطلاً)
- أقصى وزن للإقلاع: 1,560 كجم (3439 رطلاً)
- سعة الوقود: 200 لتر (53 جالون أمريكي، 44 جالون)
- المحرك: 1 × براغا دوريس M 208-B محرك ست مسطح مبرد بالهواء، 140 كيلو واط (190 حصان)
- المراوح: 2-bladed Type V-411 خشبية قابلة للتحكم، قطرها 2.70 متر (8 أقدام و 10 بوصات)

### الأداء
- السرعة القصوى: 193 كم / ساعة (120 ميلاً في الساعة، 104 عقدة)
- سرعة الانطلاق: 175 كم / ساعة (109 ميل في الساعة، 94 عقدة)عند مستوى سطح البحر
- سرعة المماطلة: 52 كم / ساعة (32 ميلاً في الساعة، 28 عقدة)
- المدى: 720 كم (450 ميل، 390 ميل) عند 1000 متر (3300 قدم)
- سقف الخدمة: 4200 م (13800 قدم)

- وقت الارتفاع:
  - 4.3 دقيقة إلى 1000 متر (3300 قدم)
  - 17.5 دقيقة إلى 3000 متر (9800 قدم)

- مسار الإقلاع حتى 15 مترًا (50 قدمًا): 240 مترًا (787 قدمًا) (على العشب)
- المدى الهبوط من 15 مترًا (50 قدمًا): 195 مترًا (640 قدمًا)

### طائرات بنفس الدور والتكوين والحقبة الزمنية
دورنير دو 27
ياكوفليف ياك-12

## وصلات خارجية
- Specs & Photo at Flugzeuginfo.net
- Aero L‑60 Brigadýr article at AirHistory.net